# Paul Alois Lakra
Paul Alois Lakra (Naditoli, 11 luglio 1955 – Ranchi, 15 giugno 2021) è stato un vescovo cattolico indiano.

## Biografia
Paul Alois Lakra nacque a Naditoli l'11 luglio 1955.

### Formazione e ministero sacerdotale
Frequentò la scuola elementare e media presso la St. Patrick's School di Gumla e poi la St. Ignatius High School della stessa città, un istituto dei padri gesuiti. Successivamente seguì il corso intermedio in arti presso il Kartick Oraon College di Gumla.
Nel 1976 entrò nel St. Albert's College di Ranchi, il seminario maggiore dell'arcidiocesi. Dal 1977 al 1980 completò gli studi per il Bachelor of Arts presso il St. Xavier's College. Dal 1980 al 1983 studiò filosofia. Tra il 1983 e il 1984 svolse l'anno pastorale ("regency") presso l'Apostolic School di Topna. Nel 1984 si trasferì al Moming Star College di Barrackpore, Calcutta, per studiare teologia. Tra il 1987 e il 1988 svolse il ministero diaconale a Gumla.
Il 6 maggio 1988 fu ordinato presbitero per l'arcidiocesi di Ranchi. In seguito fu vicario parrocchiale e preside a Muria dal 1988 al 1990 e assistente maestro del probandato e incaricato degli studenti del primo anno del St. Albert's College a Ranchi dal 1990 al 1991. Nel 1991 fu inviato a Roma per studi. Prese residenza nel Pontificio Collegio Missionario Internazionale San Paolo Apostolo. Il 28 maggio 1993 si incardinò nella nuova diocesi di Gumla. Lo stesso anno conseguì la licenza in teologia biblica. Tornato in patria fu parroco della parrocchia di San Giuda a Naudiha dal 1994 al 1996; direttore del seminario minore di Karondabera dal 1996 al 1998; segretario personale di monsignor Michael Minj dal 1998 al 2004 e amministratore diocesano dal 2004.

### Ministero episcopale
Il 28 gennaio 2006 papa Benedetto XVI lo nominò vescovo di Gumla. Ricevette l'ordinazione episcopale il 5 aprile successivo nel cortile della cattedrale di San Patrizio a Gumla dal cardinale Telesphore Placidus Toppo, arcivescovo metropolita di Ranchi, co-consacranti l'arcivescovo metropolita di Patna Benedict John Osta e il vescovo di Hazaribag Charles Soreng.
Nel maggio del 2011 e nel settembre del 2019 compì la visita ad limina.
Già ricoverato al Constant Lievens Hospital di Mandar, Ranchi, per COVID-19, il 17 maggio 2021 le sue condizioni di salute peggiorarono e venne trasferito all'Orchid Medical Center della stessa città. Morì all'1:30 del 15 giugno 2021 all'età 65 anni. Le esequie si tennero il giorno successivo alle ore 10 nella cattedrale di San Patrizio a Gumla e furono presiedute da monsignor Felix Toppo, arcivescovo metropolita di Ranchi. Al termine del rito fu sepolto nel complesso dello stesso edificio.

## Genealogia episcopale
La genealogia episcopale è:
- Cardinale Scipione Rebiba
- Cardinale Giulio Antonio Santori
- Cardinale Girolamo Bernerio, O.P.
- Arcivescovo Galeazzo Sanvitale
- Cardinale Ludovico Ludovisi
- Cardinale Luigi Caetani
- Cardinale Ulderico Carpegna
- Cardinale Paluzzo Paluzzi Altieri degli Albertoni
- Papa Benedetto XIII
- Papa Benedetto XIV
- Papa Clemente XIII
- Cardinale Bernardino Giraud
- Cardinale Alessandro Mattei
- Cardinale Pietro Francesco Galleffi
- Cardinale Filippo de Angelis
- Cardinale Amilcare Malagola
- Cardinale Giovanni Tacci Porcelli
- Papa Giovanni XXIII
- Arcivescovo Pius Kerketta, S.I.
- Cardinale Telesphore Placidus Toppo
- Vescovo Paul Alois Lakra